# Municipio de Otto (Minnesota)
El municipio de Otto (en inglés: Otto Township) es un municipio ubicado en el condado de Otter Tail en el estado estadounidense de Minnesota. En el año 2010 tenía una población de 554 habitantes y una densidad poblacional de 6,01 personas por km².

## Geografía
El municipio de Otto se encuentra ubicado en las coordenadas 46°29′32″N 95°27′36″O / 46.49222, -95.46000. Según la Oficina del Censo de los Estados Unidos, el municipio tiene una superficie total de 92.25 km², de la cual 80,42 km² corresponden a tierra firme y (12,82 %) 11,83 km² es agua.

## Demografía
Según el censo de 2010, había 554 personas residiendo en el municipio de Otto. La densidad de población era de 6,01 hab./km². De los 554 habitantes, el municipio de Otto estaba compuesto por el 99,1 % blancos, el 0,72 % eran amerindios, el 0,18 % eran asiáticos. Del total de la población el 0,54 % eran hispanos o latinos de cualquier raza.